# Scrophularia yunnanensis
Scrophularia yunnanensis är en flenörtsväxtart som beskrevs av Adrien René Franchet. Scrophularia yunnanensis ingår i släktet flenörter, och familjen flenörtsväxter. Inga underarter finns listade i Catalogue of Life.